# Оффенберг, Фёдор Петрович
Барон Фёдор Петрович Оффенберг (1789—1857) — генерал от кавалерии, командир 3-го пехотного корпуса, участник Наполеоновских войн.

## Биография
Родился в 1789 году, происходил из дворян Курляндской губернии, сын барона Петра-Георга фон Оффенберга. Братья и сёстры: Каролина (1786—1857; замужем за генералом от кавалерии графом К. А. Крейцом); Юлия (1796—1858; замужем за Оттоном-Юлием фон Рённе); Генрих — камергер; Иван — генерал от кавалерии, член Военного совета.
Образование получил в частном учебном заведении и 5 августа 1808 года вступил прапорщиком в Псковский драгунский полк. В 1809 году Оффенберг находился в рядах австрийской армии, которая в это время вела войну с Наполеоном и принимал участие в нескольких сражениях. 8 мая 1811 года произведён в поручики и 8 мая 1812 года — в штабс-капитаны.
Вслед за тем Оффенберг принимал участие в Отечественной войне 1812 года и последующих Заграничных походах. За отличие 28 января 1813 года произведён в капитаны и 2 октября того же года — в майоры. С 1814 по 16 ноября 1815 года командовал Сибирским уланским полком. 16 апреля 1816 года переведён ротмистром в лейб-гвардии Гусарский полк. 17 мая 1818 года получил чин полковника.
С 11 ноября 1819 года Оффенберг командовал Павлоградским гусарским полком.
Масон, член московской ложи «Александра к тройственному благословению», которая работала по Исправленному шотландскому уставу.
2 октября 1827 года получил в командование 1-ю бригаду 4-й гусарский дивизии. 2 октября 1827 года произведён в генерал-майоры.
Назначенный 21 апреля 1828 года командиром лейб-гвардии Конного полка (утверждён в должности 9 февраля 1829 года) Оффенберг во главе его в 1831 году сражался в Польше с повстанцами. Полком он командовал до 27 мая 1833 года.
Во всё последующее правление императора Николая I Оффенберг занимал ряд важных командных должностей. Так с 1 июня 1833 года он был командиром 1-й лёгкой кавалерийской дивизии, 6 декабря 1835 года произведён в генерал-лейтенанты, в 1843 году недолго командовал Сводным кавалерийским корпусом, а с 27 мая 1843 года занимал ту же должность в 1-м резервном кавалерийском корпусе. С 3 ноября 1849 по 25 августа 1850 года находился в отпуске, после чего получил в командование 3-й пехотный корпус. 28 мая 1851 года произведён в генералы от кавалерии. С 3 ноября 1853 года состоял по кавалерии без должности и 26 августа 1856 года назначен членом Генерал-аудиториата.
Скончался в январе 1857 года, из списков исключён 21 января.

## Награды

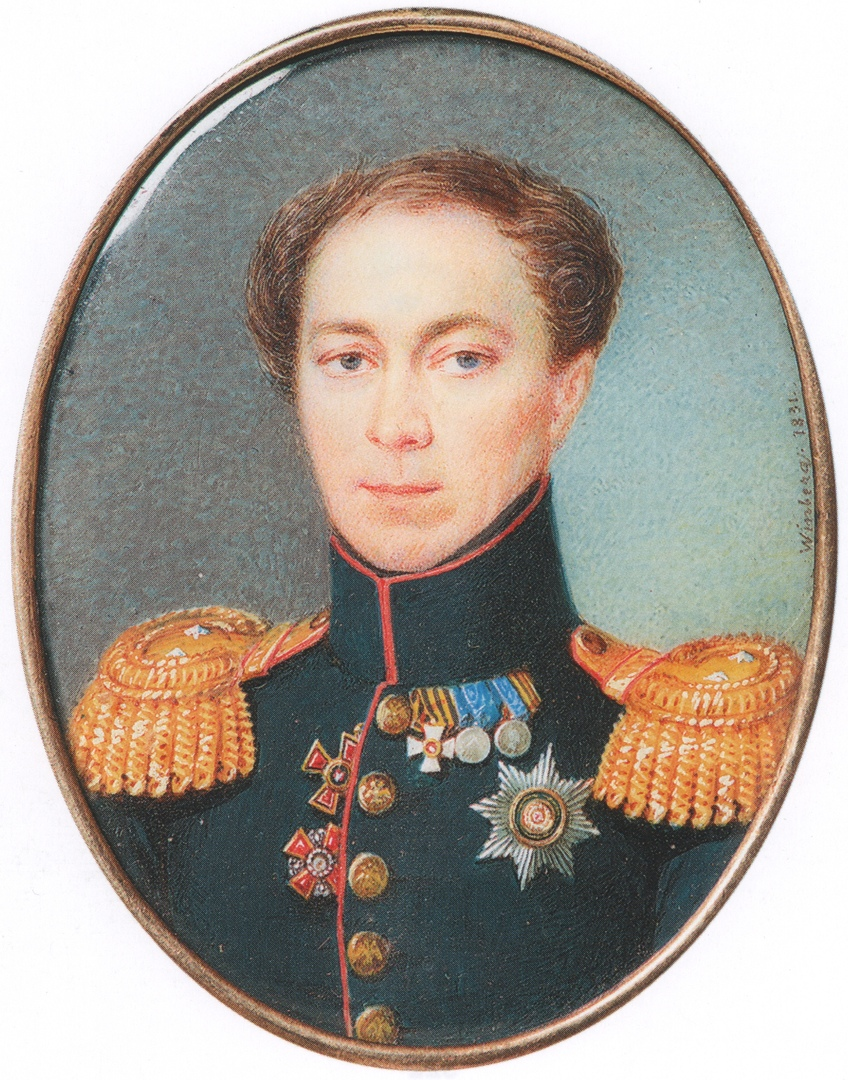
Портрет работы Ивана Винберга, 1831 г.

- Орден Святой Анны 4-й степени (1812)[2]
- Орден Святого Владимира 4-й степени с бантом (1812)[2]
- Золотая шпага с надписью «За храбрость» (25 июня 1815 года, за отличия во время Заграничной кампании 1814 года против Наполеона)
- Орден Святого Георгия 4-й степени (19 декабря 1829 года, за беспорочную выслугу, № 4297 по кавалерскому списку Григоровича — Степанова)
- Орден Святого Владимира 3-й степени (1827)[2]
- Орден Святого Георгия 4-й степени за 25 лет беспорочной службы (1829)[2]
- Орден Святого Станислава 1-й степени (1830)[2]
- Орден Святой Анны 1-й степени (1831 год, за отличие против поляков); императорская корона к ордену (1841)[2]
- Знак отличия «За военное достоинство» 2-й степени (1832)[2]
- Орден Белого орла (1843)[2]
- Знак отличия за XXXV лет беспорочной службы (1851)[2]
- Орден Святого Александра Невского (10 сентября 1852 года)[2]
- Орден Красного орла 1-й степени (1840), бриллиантовые знаки к ордену (1851, королевство Пруссия)[2]

## Семья

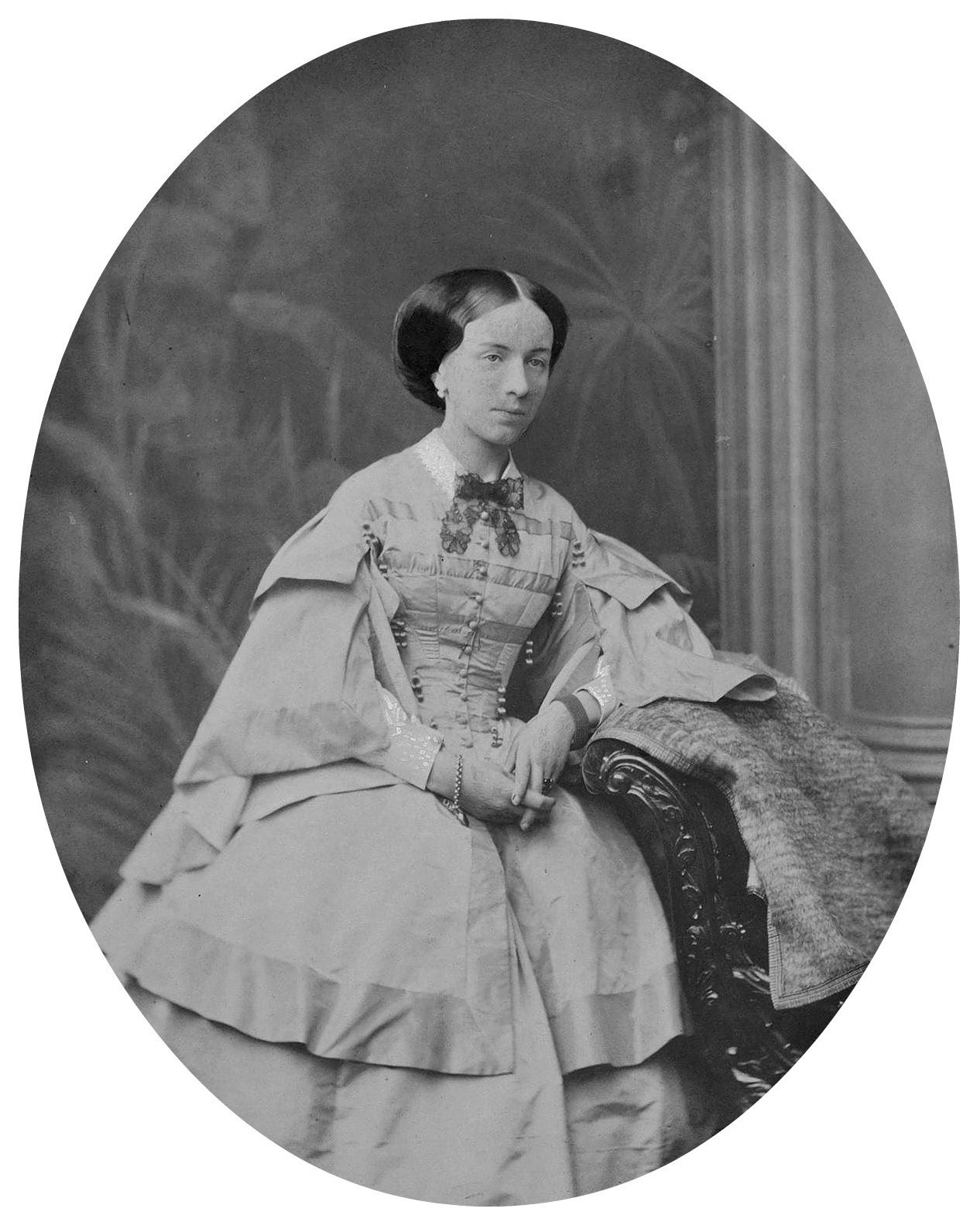
Елена Фёдоровна Оффенберг

Жена (с 21 апреля (3 мая) 1829 года) — Екатерина Павловна Бибикова (1810—05.04.1900), фрейлина двора, дочь подполковника Павла Гавриловича Бибикова (1784—1812) от его брака с Елизаветой Андреевной Захаржевской (1788—1857). После второго замужества матери, (с 1817 года она была замужем за графом А. Х. Бенкендорфом), воспитывалась у бабушки Е. А. Бибиковой в Москве. Будучи её любимой внучкой, получила от неё в приданое 1500 душ крестьян, ей же вместе с сестрой в наследство перешла в 1835 году городская усадьба Бибиковых. По словам М. М. Бакунина, Бибикова была довольна, что жених внучки немец, и говорила, «немец и с маленьким состоянием проживет хорошо, а русский и большее промотает, и что, как этому немцу почти под сорок лет, то постоянно будет любить жену». По отзыву современников, баронесса Оффенберг была высокого роста, белокурая, веселая, но не красивая. Последние годы жизни проживала в Дрездене, где и умерла. Дети:
- Екатерина (15.07.1830[7]—1888), крещена 20 июля 1830 года в Благовещенской церкви Конногвардейского полка при восприемстве графа А. Х. Бенкендорфа и Е. А. Бибиковой; фрейлина двора (1849), замужем (с 1856 года) за путешественником П. А. Чихачёвым (1812—1892).
- Елизавета (28.07.1831[8]—26.04.1906[9]), крещена 24 августа 1831 года в Благовещенской церкви Конногвардейского полка при восприемстве графа А. Х. Бенкендорфа и Е. А. Бибиковой; фрейлина двора (1855), умерла в Дрездене от рака желудка, похоронена в имении Иллиен в Курляндии.
- Пётр (23.09.1832[10]— ?), крещен 10 октября 1832 года в Благовещенской церкви Конногвардейского полка при восприемстве барона И. П. Оффенберга и Е. А. Бибиковой.
- Елена (1834— ?), фрейлина двора (1855), замужем (с 18 апреля 1858 года)[11] за бароном Иоганном фон Кеннериц, саксонским посланником.
- Александр (12.10.1835—26.02.1900), генерал-лейтенант, командовал 2-й кавалерийской дивизией.